# Coffret aux saintes huiles (Landébia)

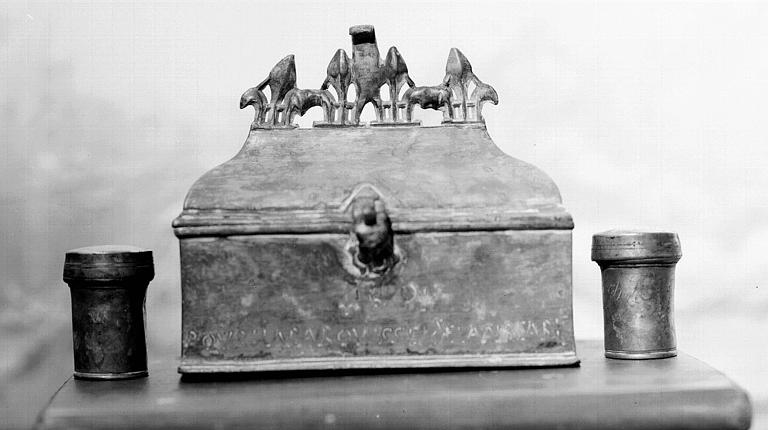
Coffret aux saintes huiles de Landébia

Le coffret aux saintes huiles dans l'église Saint-Éloi à Landébia, une commune du département des Côtes-d'Armor dans la région Bretagne en France, datent de 1650. Le coffret aux saintes huiles est classé monuments historiques au titre d'objet depuis le 15 avril 1966.